# Opius curiosicornis
Opius curiosicornis är en stekelart som beskrevs av Fischer 1965. Opius curiosicornis ingår i släktet Opius och familjen bracksteklar. Inga underarter finns listade i Catalogue of Life.